# Argennina unica
Argennina unica är en spindelart som beskrevs av Willis J. Gertsch och Stanley B. Mulaik 1936. Argennina unica ingår i släktet Argennina och familjen kardarspindlar. Inga underarter finns listade i Catalogue of Life.